# Tama Przyjaźni
Tama Przyjaźni – zapora budowana na rzece Orontes między syryjską wioską Al-Alani i  turecką miejscowością Ziyaret.
Budowa będzie kosztować 28,5 mln dolarów USA; tama będzie w stanie generować 16 milionów kilowatogodzin energii elektrycznej rocznie oraz zaopatrzyć w wodę 10 000 hektarów gruntów rolnych. Pod koniec czerwca 2011 r. poinformowano, iż budowa została przerwana z powodu powstania w Syrii. Protokół, który oba kraje powinny podpisać, by sfinalizować projekt podpisany nie został.